# Baudolino
Baudolino je roman koji je napisao talijanski pisac Umberto Eco, objavljen 2000. godine. U romanu Eco opisuje glavnog junaka Baudolina, koji priča o svojim avanturama u Srednjem vijeku i kršćanskoj Europi, kao i malopoznati mitologijski svijet opisan u srednjovjekovnoj literaturi. 
Kao i u prijašnjim romanima Eco koristi svoje poznavanje srednjovjekovne literature da bi napisao epsku priču punu komičnih situacija i istovremeno opisujući važna pitanja tog vremena. 

## Radnja
1204. godine Baudolino stiže u Carigrad upravo kada pobornici četvrtog križarskog rata pokušavaju svgnuti bizantskog cara. U tom kaosu koji će na kraju doprinijeti propasti grada, Baudolino susreće Niketasa Koniatosa povjesničara na kraljevom dvoru i spašava mu život u Aja Sofiji, dok su je križari pljačkali. Niketas je očaran Baudolinovom jezičnom nadarenošću, jer ovaj ne samo da je dobro govorio grčki, već i sve jezike za koje je Niketas čuo te se čudio tko je Baudolino.
Priča počinje 1155. kada Baudolina kao trinaestogodišnjaka usvaja rimsko-njemački car Fridrik Barbarossa. Na dvoru, ali i na bojnom polju, biva podučavan latinskom te svemu što je bilo vezano uz borbu za prevlast u sjevernoj Italiji. Kasnije biva poslan u Pariz da postane učena osoba. 
U Parizu susreće zanimljive osobe koje utječu na njega i zbog kojih dobiva želju za putovanjima i avanturama. Počinje sanjariti o putovanju u mističnu državu "Svećenika Ivana" za koju je načuo u Parizu. 
Baudolino pronalazi Sveti gral i uvjerava cara Barbarossu da ga prepusti "Svećeniku Ivanu". Car tada započinje Treći križarski rat, ali gine pod sumnjivim uvjetima. Povijest nam kaže da se Barbarossa utopio u Maloj Aziji, ali Eco je odlučio nabaciti još detalja u ovoj priči. Pošto je Baudolino ostao sam, odlučuje na svoju ruku nastaviti putovanje.
Iako se roman čini dosta realističnim u početku, kasnije čitatelj biva iznenađen opisima šume u Abhaziji koja ne propušta sunčevu svjetlost, mitskim bićima poput jednoroga, opisima eunuha i ljudskih bića nalik na životinje opisanih u srednjovjekovnoj književnosti. 
San Baudolino je zaštitnik talijanskog grada Alessandria, u kojem je Umberto Eco rođen kao i ostali likovi iz romana. San Baudolinu je 1189. posvećena jedna crkva u gradu. U crkvi se nalazi kip seljaka Aularia koji je spasio grad za vrijeme opsade grada od strane cara Barbarosse.

## Vanjske poveznice
- The Modern World - Allen B. Ruch, analiza Baudolina
- Interview s Umbertom Ecom za La Repubblicu, 11. rujna, 2000.